# Conrad Wimmer

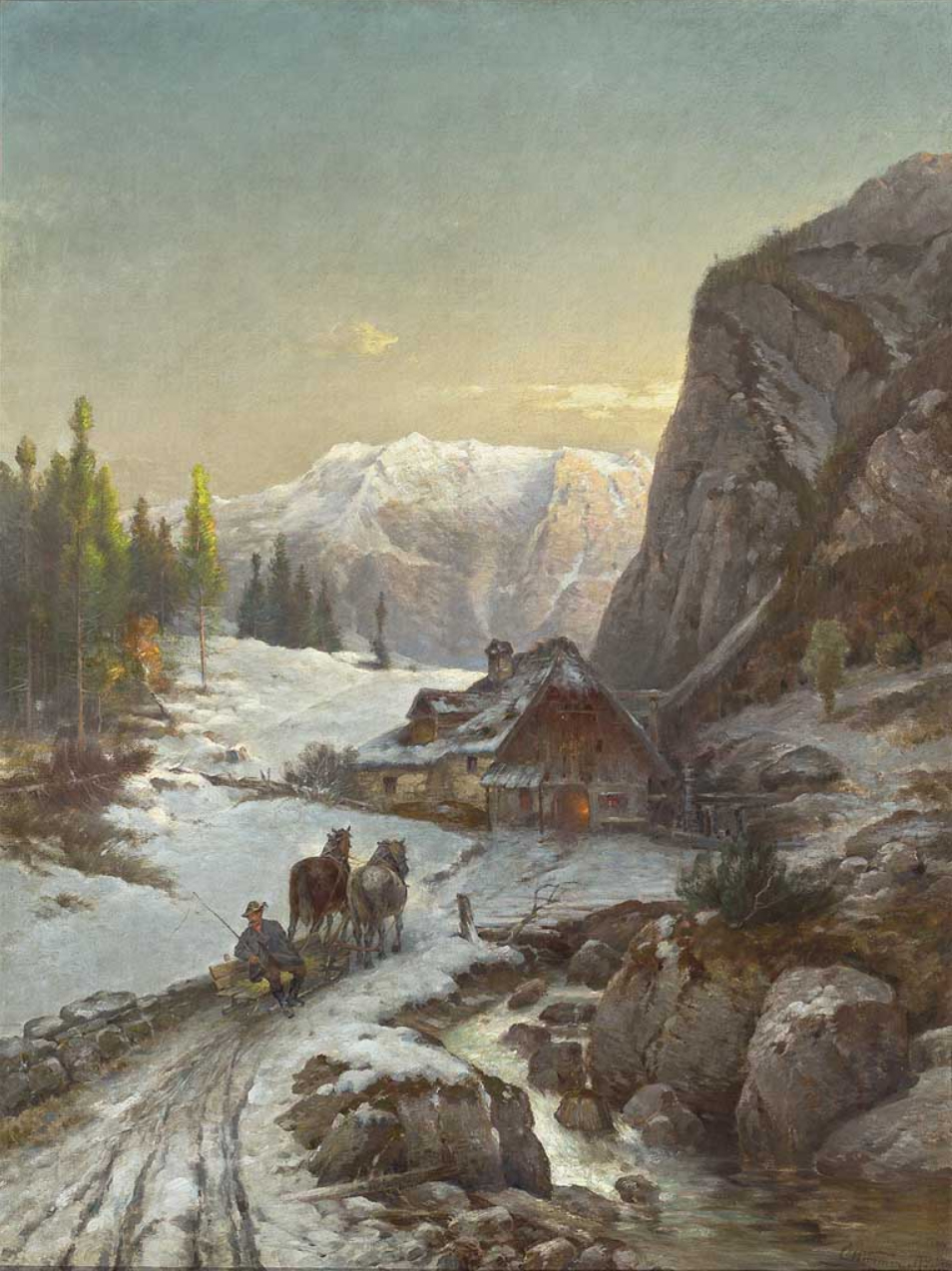
Winterliche Hochgebirgslandschaft

Conrad Wimmer (* 12. Januar 1844 in München; † 26. November 1905 ebenda) war ein deutscher Landschafts- und Jagdmaler.
Wimmer begann sein Studium der Malerei an der Wiener Kunstakademie bei Peter Johann Nepomuk Geiger. 
Ab 1862 setzte Wimmer sein Studium an der Königlich-Preußischen Kunstakademie Düsseldorf fort. Dort befreundete er sich mit seinem etwas älteren Studienkollegen, dem norwegischen Landschaftsmaler Ludvig Munthe. Gemeinsam unternahmen sie Studienreisen und schufen herbstliche und winterliche Landschafts- und Jagdbilder.
Wimmer besuchte auch Paris, wo er seine Werke auf den dortigen Salons ausstellte. Auf der Weltausstellung Paris 1878 wurde er mit einer Medaille ausgezeichnet.
Er zeigte seine Bilder auf den Kunstausstellungen in Wien (Medaillen 1876 und 1894), in Berlin (Medaille 1872), in Amsterdam und London.
In seinen Werken ist der Einfluss Eduard Schleich des Älteren bemerkbar.